# سوق كوكجي
سوق كوكجي أو سوق نامبودونج الدولي هو سوق يقع في سينتشانغ دونغ الواقع بحي جونغ في مدينة بوسان، كوريا الجنوبية. يفتح من الساعة 9:30 صباحًا حتى 7:30 مساءً.